# Museu de Segòvia
El Museu de Segòvia de la Casa del Sol de la capital segoviana, és una institució cultural espanyola gestionada per la comunitat de Castella i Lleó, que custodia peces d'art de la província de Segòvia.
Al llarg de la seva història ha tingut diverses denominacions, com Museu de Pintures, Museu de Belles arts o Museu Provincial, així com diverses seus, es trobava a l'inici en el palau episcopal en 1842, després passat a l'església de San Facundo (1845) i la Casa del Hidalgo (1967), fins que es va instal·lar a la Casa del Sol, que es on se situa a l'actualitat. Té com a museu filial el Museu Zuloaga, situat a l'església de Sant Joan dels Cavallers.

## L'edifici
L'edifici està enclavat en un esperó en la secció occidental de la muralla medieval, és una fortificació del barri jueu de la ciutat. Es va reformar entre 1986 i 2006.

## Exposicions
El Museu exposa unes 1.500 peces amb fons arqueològics, etnològics i de belles arts del territori segovià. Les peces arqueològiques són de diferents moments històrics; van des del Paleolític, celtes, ibèriques, romanes, visigodes, islàmiques, fins a l'època cristiana. La col·lecció d'escultures, pintures i arts decoratives provenen de la desamortització espanyola del segle xix. L'exposició permanent s'organitza en 7 sales situades en 4 plantes.

### Planta baixa
- Sala A. «Segòvia en el temps. Les arrels de la Història» (Geologia, Geocronologia, Geografia i Paisatge).
- Sala B. «Dels Primers Pobladors al Món Altmedieval» (Prehistòria, Història Antiga i Època Visigoda).
- Sala C. La Pedra Picada (Lapidari antic, medieval i col·lecció Barral, al pati).

### Planta alta
- Sala D. «La Baixa Edat Mitjana. Església, Noblesa i Poble Pla». (Des de l'Islam al segle xvi: Romànic, Gòtic i Mudèjar. Pintura. El Senyor i la Guerra. Castells i Alcàssers. Sortida a l'Adarb (Vista de la ciutat cap al Nord). La Molta i les seves Mesures. Pasturatge, Mesta i Transhumància. Llanes i Vestits (Batans, telers i Màquines de Teixir).

### Entreplanta I
- Sala I. «Renaixement i Barroc. Els Àustries». L'Estampa. Arquitectura: la Nova Catedral. Pintura. L'Energia Hidràulica i la seva Tècnica: la Numismàtica a Segòvia. El Martinet de Coure de Navafría.

### Entreplanta II
- Sala F. «Escultura dels segles xv i xvi».
- Sala G. «Els Borbons i la Il·lustració. El segle xx».
- Les construccions de la Segòvia borbònica. Les Reals Fàbriques: La Granja, El Aserrío de Valsaín i els Draps de Laureano Ortiz de Paz. Terrisseria popular (destacant la col·lecció Fernando Arranz). Indumentària tradicional. Pintura i escultura contemporànies.